# Kísértet Lublón (film)
A Kísértet Lublón 1976-ban bemutatott színes, magyar kalandfilm. Bán Róbert alkotása Mikszáth Kálmán azonos című, 1892-ben írt kisregénye
alapján készült, amely először folytatásokban jelent meg a Pesti Hírlapban. A történet alapja egy akkoriban közismert kísértethistória volt egy bizonyos Kaszperek Mihály nevű borkereskedőről, aki a XVIII. század elején hazajáró kísértetként tartotta rettegésben a szepességi Lubló városát. A forgatókönyvet a rendező írta, a párbeszédeket pedig a főleg színikritikusként ismert Molnár Gál Péter. A szereposztás a korszak népszerű magyar színészeit vonultatja fel, Cserhalmi György kettős szerepet játszik. A Kísértet Lublón megfilmesítése korábban kétszer is felvetődött: először 1935-ben, majd az 1960-as évek második felében. A második elképzelés egy magyar–angol koprodukció volt, melyben egy korabeli hír szerint Orson Welles is szerepet vállalt.

## A cselekmény
|  | Alább a cselekmény részletei következnek! |

A XVIII. század elején járunk a Szepességben, amely akkor még Lengyelország záloga volt. Hamis pénzek tűnnek fel az országban. A kínos ügybe maga II. Ágost király is belekeveredik, akinek természetesen semmi köze az egészhez. Őfelsége kártyán nyerte a pénzt a lublói sztarosztától, Lubomirszkytől, aki viszont Kaszperek Mihály borkereskedőtől kapta a hamisnak bizonyult érméket. Bonyolítja a dolgot, hogy Kaszperek meghalt, kísértetként jelent meg Lubomirszkynek, hogy megfizesse az adósságát. Strang, krakkói inspektor (nyomozó) kapja a megbízást, hogy derítse fel a rejtélyes ügyet. Természetesen egyes érintettek magas méltósága miatt az inspektornak a legnagyobb diszkrécióval kell eljárnia. Az egész kísértethistória egy peres üggyel vette kezdetét. A tarnówi Csernyiczky Mihályné azzal vádolta meg Kaszpereket a lublói elöljáróknál, hogy a kereskedő a legutóbbi borszállítás alkalmával az üres boroshordókon kívül a pincéből elvitte Csernyiczky arannyal teli hordócskáját is. A bírák kérdései nyomán kiderül, hogy az asszony sosem látta a hordót, annak sem volt szemtanúja, hogy Kaszperek azt elemelte volna. A hordó rejtekhelyéről kizárólag Csernyiczky tudott, aki jól el is verte az asszonykáját, miután nem találta meg az aranyait. Tanúként kihallgatják Kaszperek feleségét, lánynevén Jablonszka Máriát. A szépasszony elmondja, hogy ő bizony már korábban arra kérte a férjét, hogy ne üzleteljen Csernyiczkyvel, mivel ő volt az első kérője, mielőtt Kaszperekhez ment volna. Fajor pincemester, Kaszperek embere sem tud a kincses hordóról. Szerinte Csernyiczkyné látásával amúgyis baj lehet, mert amint megérkeztek a tarnówi házhoz, az asszony majdnem Kaszperek nyakába ugrott, mert azt hitte, Csernyiczky jött meg. Maga Kaszperek természetesen tagadja a vádat. Megesküszik Istenre, hogy nem lopott el semmilyen hordót. Felesége ezután vizet önt neki a kancsóból, hogy férje enyhítse a szomjúságát. Lubomirszky sztaroszta kénytelen elutasítani Csernyiczkyné vádjait. Amikor azonban újra Kaszperekhez szól, a férfi nem válaszol. Mozdulatlanul ül a széken. Meghalt. A városi méltóságok – és természetesen maga Csernyiczkyné – úgy hiszik, a Jóisten büntette meg a kereskedőt a hamis eskü miatt.
Kaszperekné nyugodtan fogadja férje halálhírét. Szeretné, ha a holttestet a tárgyalóteremből a házába szállítanák, ám senki nem vállalja, hogy ezt megtegye, mert mindenki fél az elkárhozástól. Végül maga a sztaroszta siet az özvegy segítségére, hiszen már jó ideje epekedik a szépasszony után, és titkon azt reméli, Kaszperek halálával elhárult minden akadály a boldogsága elől. A Kaszperek-ház felé vezető úton bevallja érzéseit az özvegynek, és kijelenti, hogy miatta arra is kész, hogy feladja a hivatalát. Mária asszony korainak tartja, hogy ilyesmiről beszéljenek, de nem akarja elveszíteni Lubomirszky jóindulatát sem. Kilátásba helyezi, hogy talán a temetés után újra beszélhetnek kettőjükről. A sztaroszta felajánlja, hogy ott marad virrasztani, Mária asszony azonban elhárítja az ajánlatot. Hamarosan megtörténik a temetés. A kitartó Lubomirszky hazakíséri az özvegyet, és bekéredzkedik a házba. Amikor benyit a szobába, a meglepetéstől a lélegzete is elakad. Az asztalnál a nemrég eltemetett Kaszperek ül, és jóízűen falatozik. A sztaroszta ordítva elrohan. A dolognak persze hamar híre megy, másnap Kaszperekné cselédje, Annuska már úgy meséli az esetet, hogy láng lövellt ki gazdája fejéből, és lovon távozott, melyet háttal előrefelé ült meg. Közben Lubomirszky ágynak esik, és úgy véli, hangokat hall. Nem téved, hamarosan tényleg megjelenik nála a kísértet: meghozta az adósságát, 700 aranyat. Ugyanakkor megfenyegeti a sztarosztát, hogy megfojtja, ha még egyszer szemet vet az asszonyára.

Őfelsége játszik (Kállai Ferenc és Márkus László)

Lubló polgárainak rövidesen nem kell mások elbeszéléseire hagyatkozniuk a kísértetet illetően. Kaszperek fényes nappal is megjelenik: valóban háttal előrefelé üli meg vágtató lovát, melynek orrlukain piros gőz lövell ki. Másnap a templomban misét mondanak a halott lelki üdvéért. Az egybegyűltek azonban egymás között Kaszperekről suttognak. Ha már emlegették, a kísértet újra megjelenik. Fennhangon bejelenti, hogy az elmúlt napokban mindenkinek megadta a tartozását, most viszont eljött az ideje annak, hogy neki fizessenek. Három napot ad az adósainak, hogy elvigyék a tartozásukat a feleségéhez. Senki nem mer ujjat húzni a halottal, ezért minden adós felkeresi az özvegyet, aki annak rendje s módja szerint nyugtát is ad az átvett pénzről. Lubomirszky úgy dönt, hogy lemond a hivataláról, és Krakkóba megy. Az élet ugyan ott sem könnyű, de legalább józan ésszel felérhető. Strang inspektor nem dől be a babonának. Szerinte a hamis aranyak megléte kétségtelen tény, valaki veri azt a pénzt, és ha Kaszperektől származnak a hamis érmék, akkor az azt jelenti, hogy a borkereskedő mégiscsak él. Embereivel elindul Lublóba. Ezalatt II. Ágost király meghallgatja az ügyet Lubomirszky és Nowogradszky rendőrfőnök előadásában. Újra kinevezi Lubomirszkyt sztarosztává, és 30 napra teljhatalommal ruházza fel.
Lublón a Kaszperek-házban ördögűzés zajlik. A szertartást valójában a csuhásnak öltözött Strang végzi az embereivel, s az egész felhajtás igazából arra szolgál, hogy közben az inspektor zavartalanul kihallgathassa Annuskát. A cselédlány kissé butuska és befolyásolható, aki kénytelen volt ágyát megosztani Kaszperekkel. A temetőben kihantolják Kaszperek holttestét. Strang arra számít, hogy üres lesz a koporsó, hiszen nincsenek kísértetek, csak gonosz emberek. Lubomirszky azonban váltig állítja, hogy saját szemével látta a kísértetet. A koporsót felnyitják, és megtalálják benne a holttestet. Van, aki szerint kicsit mintha meghízott volna az elhunyt, de hát ebben nincs semmi furcsa, hiszen kísértetként oly jóízűen szokott falatozni. Strang felfigyel arra, hogy a halott bajszán barna foltok vannak. Szeretné jobban megvizsgálni a tetemet, ezért el akarja halasztatni az égetést. Lubomirszky ebbe nem egyezik bele, hiszen az eseményre óriási tömeg gyűlt össze Lubló főterén. Alig gyújtják meg azonban a halotti máglyát, vihar tör ki. A tömeg szétrebben, a nedves fát pedig képtelenség újra meggyújtani. Lubomirszky utasítást ad, hogy a halottat vigyék a városháza pincéjébe. Éjszaka Strang és két embere behatolnak oda, hogy megvizsgálják az elhunytat. Az inspektor mintát vesz a halott bajszából, és megeteti azt a velük hozott egerekkel. A rágcsálók néhány pillanat múlva elpusztulnak. Semmi kétség tehát, Kaszpereket megmérgezték. (A méreg nyilván arzén lehetett, mivel az képes előidézni a mérgezetnél elhízást, illetve a halál után puffadást, illetve lerakódik a csontokon, a hajban és a szőrzetben).
Másnap újra összegyűlik Lubló népe, hogy részt vegyen az égetésen. A tömegben elterjed a pletyka, hogy üres a koporsó, ezért az emberek követelik, hogy a sztaroszta nyittassa azt fel. Lubomirszky enged az óhajnak. A koporsó most sem üres. A máglyát meggyújtják, és mindenki nagy megkönnyebbülésére Kaszperek teste elhamvad. A tömeg már-már szétoszlana, amikor a kísértet váratlanul megjelenik az egyik ház tetején. Óriási riadalom támad, ám a még mindig csuhát viselő Strang az egyik katona puskájával rálő a kísértetre. Úgy tűnik, el is találta. Strang az embereivel a nyomába ered, ám a kísértetnek sikerül kereket oldania a lován. A sebesült Kaszperek a feleségéhez megy, aki betámogatja őt a házba. Közben Pawlovszky uramnak az a gondolata támad, hogy boszorkányos dolgokban boszorkányhoz kell fordulni. Azt javasolja, hogy menjenek el a lublói erdőben élő boszorkányhoz, Pirityi Pannához, és tőle kérjenek tanácsot Kaszperek ügyében. Strang ezúttal is inkább a józan eszére próbál hagyatkozni, és levonja az egyszerű következtetést: Kaszperek tényleg meghalt, kísértet viszont valóban van, vagyis a kísértet nem Kaszperek. A megoldás kulcsát az özvegy jelenti, el kell tehát menni hozzá. Kaszperekné ezalatt a padláson rejti el a sebesültet. A férfi azt mondja, balsejtelmei vannak, menjenek el Lublóról mihamarabb, úgyis mindent megszereztek, amit akartak. Mária asszony szerint várniuk kell, mert ha ő most tűnne el, mindenki a nyomába eredne. Egyébiránt pedig nem akar osztozni Mihályon, márpedig jelenleg nem ő az egyetlen asszony a férfi életében. Váratlan vendégek érkeznek, az inspektor az embereivel. Kaszperekné lemegy hozzájuk. Rögtön felismeri, hogy Strang volt az, aki korábban csuhásként járt a házában. Az asszony nem tagadja, hogy éjszaka nála volt a kísértet. Az inspektor szerint viszont talán még most is ott van. Át akarja kutatni az egész házat. A pincével akarja kezdeni, ám Mária asszony túl készségesen indul, hogy odakalauzolja őt. Strang ezért inkább a padlásra akar először menni. Az özvegy viselkedésén rögtön látja, hogy most jól választott. A padlás azonban üres, bár vannak nyomai a kísértet ottjártának.
Az inspektor következő útja Fajor pincemesterhez vezet, aki éppen a szőlőben dolgozik. Az idős férfi rendkívül érdekes történetet mesél neki. A néhai Kaszperek Mihály apja szintén borkereskedő volt, aki a tarnówi Csernyiczky apjával üzletelt. Egy idő után igen furcsa fordulatot vett a dolog, mert kevesebb pénzért adta neki a bort, mint amennyiért ő maga vette. Az öreg Kaszperek bővérű ember volt, állítólag szemet vetett Csernyiczky szép feleségére, és azért adta ráfizetéssel a bort, hogy minél gyakrabban láthassa a takaros menyecskét, aki mellesleg litván származású volt. Azt is beszélték, hogy Csernyiczky fiának valójában Kaszperek volt az apja. A gyerek Csernyiczky és Kaszperek fia állítólag úgy hasonlítottak egymásra, mint két tojás. Hogy ez így maradt-e később is, azt Fajor nem tudja, mert már jó ideje nem látta a Csernyiczky fiút. Amíg Strang a rejtély nyomában jár Fajor szőlőjében, addig Pawlovszky uramék valóban felkeresik Pirityi Pannát. A vénasszony számított az érkezésükre, mert macskája keresztbe feküdt a küszöbön, ezért ennivalót is készített a városi vendégeknek. A jövevények előadják látogatásuk okát. Pirityi Panna semmit nem kér fizetségül a maga számára, a lánya részére kér 100 tallért és két tehenet, amikor majd férjhez megy. Pawlovszky nagylelkűen hármat is megígér, ha az öregasszony tanácsa segíteni fog rajtuk. Panna szerint az okot kell megszüntetni, amiért a kísértet visszajár. Vagy inkább: akiért, mert ugyebár Kaszperek a szépséges feleségéért jár vissza a túlvilágról. Őt kell tehát megölni.

Jablonszka Mária (Bordán Irén)

Lubomirszky engedélyt kér az uralkodótól a szép Kaszperekné lefejeztetésére. A király azonban amint megtudja, hogy szépasszonyról van szó, megtagadja az engedélyt. Az özvegyet egy olyan zárdába kell szállítani, ahol a kísértet nem találhat rá, de az uralkodó viszont igen. A legalkalmatosabb helynek a bozlácsnyai kolostor tűnik. Közben Strang útja Tarnówba vezet, hogy találkozzon végre Csernyiczky Mihállyal. Hiába jött, csak a feleséget találja otthon. Az asszony azt mondja, ő is ritkán látja az urát, pedig szereti őt, de ebben Strang kételkedik. Ha jön is olykor, nagyon későn érkezik, és korán elmegy. Kaszperek tényleg lopott, viszont a hordóban zömében hamis aranyak voltak, így akaratlanul kiterjesztette a bűnszövetkezetet. Strang hiába próbálja Csernyiczkynét vallomásra bírni, csak a lelkére tudja kötni, hogy azonnal értesítse őt, ha megjön a férje. Alig távozik, megérkezik Csernyiczky. A férfi vésztjóslóan közeledik felesége felé, aki szerinte kopókkal szövetkezett ellene. A Csernyiczky-házból távozó Strang nagy meglepetésére saját emberébe ütközik a sötét utcán. A férfi elmondja, hogy éppen az inspektor parancsának köszönhetően van itt, hiszen azt az utasítást kapta Lublón, hogy kövesse a kísértetet mindenhová, márpedig az éppen most ment be ebbe a házba. Strang rögtön tudja, hogy baj van. Emberével visszarohan az épületbe: Csernyiczkyné teste egy kötélen lóg a szoba egyik gerendájáról, de Strang embere még idejében megmenti. Az inspektor a kísértet után ered. Pisztollyal egymásra több lövést leadnak, de egyik se talál célba, s a sötétben Csernyiczkynek sikerül eltűnnie. Strang viszont a ház pincéjében megtalálja a hamispénzverő műhelyt.
Másnap kora reggel Pawlovszky az embereivel megjelenik Kaszperekné házában, hogy az özvegyet a király utasításának megfelelően elszállíttassa. Mária asszony magához vesz egy zacskó (hamis) aranyat, és induláskor odasúgja Annuskának, hogy mondja meg a gazdájának, kövesse az aranyai nyomát. Az özvegynek a kocsistól sem sikerül megtudnia, hová viszik, mivel az némának adja ki magát, pedig valójában álcázott katona és tud beszélni. Útközben időnként egy-egy aranypénzt dob ki a kocsiból, hogy nyomot hagyjon maga után. Késő este a kísértet ismét megjelenik a Kaszperek-házban. Csak a félelemtől reszkető Annuskát találja ott, aki átadja neki úrnője üzenetét. A férfi iszonyú haragra gerjed, elzavarja a cselédet, akit halálosan megfenyeget, felgyújtja a házat és a város egy részét is. Csernyiczky ezután királyi biztosnak adja ki magát, és az országot kezdi járni. Kihirdeti, hogy a hamis aranyakat igazira cseréli, csupán annyit kell megmondania az illetőnek, hogy hol találta a hamis pénzt. A furfangos férfi így akar Mária asszony nyomára akadni. Egy fogadóban Strang véletlenül hamis pénzzel fizet. A kocsmáros ezt azonnal észreveszi, de rögtön fel is ajánlja, hogy az inspektor váltsa be a pénzt az épp itt tartózkodó királyi biztosnál. Strangnak gyanús lesz a dolog, és amikor megjelenik Csernyiczky, le akarja tartóztatni. Igenám, de ellenfele mint királyi biztos az ő elfogására ad parancsot. A tumultusban Csernyiczkynek ismét sikerül kereket oldania, Strang pedig megsebesül. Strangnak már csak egy esélye maradt: meg kell tudnia, hol van Kaszperekné, mert a kísértet előbb-utóbb biztosan meg fog nála jelenni. Pawlovszky nem árulja el a titkot, a király parancsára hivatkozik. Annuskából viszont sikerül kiszedni, mit üzent asszonya a kísértetnek. A ravasz inspektor felteszi magának a kérdést: hol található az a hely, ami a hamis pénzek lelőhelyének útvonalába esik, és a király is észrevétlenül felkeresheti? A megfejtés: a bozlácsnyai kolostor.

A nagy pillanat (Cserhalmi György és Garas Dezső)

Kora reggel van, amikor az inkognitóban lévő király Lubomirszky társaságában bezörget a bozlácsnyai kolostor kapuján. A kapusnak esze ágában sincs beengedni az idegeneket, Hanna fejedelemasszonynak azonban eldadogja, hogy az egyik látogató arcképét többször látta már, méghozzá a pénzérméken. A fejedelemasszony ebből rögtön tudja, hogy maga a király jött látogatóba. Lubomirszky egyébként is előre jelezte az érkezésüket, és tudatta a fejedelemasszonnyal – aki mellesleg a trónörökös édesanyja! –, hogy Őfelsége Kaszperekné miatt jön látogatóba. A sztaroszta feladata Mária asszonyt tájékoztatni a király érdeklődésének mibenlétéről. Közben megérkezik Strang is, aki először szintén nem nyer bebocsátást, ám Hanna asszony végül mégis az uralkodó elé vezeti. A király meghallgatja az inspektort, aki elmagyarázza, hogy Csernyiczky Mihály tudott a közte és Kaszperek közötti féltestvéri kapcsolatról, de mégis megölte testvérét, mert az elvette szerelmét, Jablonszka Máriát. Csernyiczky 16 éves korában egy Miss Rolly nevű cirkuszi lovas artistanővel szökött meg Milánóba, ahol megtanult hátrafelé ülve lovagolni és fellépett a cirkuszban. Ezzel a trükkel rémisztette meg a lublóiakat is, s miután kihasználta, hogy olyan egyforma féltestvérével, ezért tudta elhitetni az emberekkel, hogy ő Kaszperek kísértete. Csernyiczky, amikor belefogott a pénzhamisításra, a hamis érméket eleinte csak apja pénzének helyére rakta, akit már egyszer meglopott, mikor elszökött Itáliába. Apja halála után már nem tudta egykönnyen kicserélni a hamis aranyakat, ezért Kaszperek kísérteteként megjelenve törlesztette hamis pénzzel annak adósságait, míg a testvére adósaitól igazi pénzben követelte a visszafizetést. A király beleegyezik Csernyiczky elfogásába, viszont Strangnak csak a kolostoron kívül érvényesülhet a hatalma, a kolostoron belül csakis Ágost foghatja el Csernyiczkyt, mert Jablonszka Máriát meg akarja kaparintani magának. Strang nem tehet egyebet, a kolostor közelében várakozik az embereivel. Közben Lubomirszky elkíséri Kaszpereknét a szobájába. Legnagyobb megdöbbenésére ismét a kísértettel találja szemközt magát. Ordítva rohan vissza a kertbe. Őfelsége maga akar a dolog végére járni, ezért Hanna és a sztaroszta kíséretében Kaszperekné szobájába megy fegyverrel a kezében. A szoba üres. A király úgy véli, Lubomirszky kitűnő tréfát űzött vele, gratulál is az alakításához. Ám a sztaroszta egyrészt váltig bizonygatja, hogy itt volt a kísértet, másrészt Mária asszony tényleg eltűnt, ami felbőszíti a királyt. Eljött Strang ideje, a kitartó lesben állás meghozza az eredményt: az ösvényen feltűnik Csernyiczky és a szép Kaszperekné. Mindketten menekülni próbálnak, de hiába. Mária asszony útját elállják a katonák. Csernyiczky lovon próbál elmenekülni, ám az egyik lesben álló katona a fáról meglövi. A „kísértet” sebesülten esik le az állat hátáról a földre. A törvény emberei tehetik a dolgukat…

## Háttér-információk

### A legenda és a regény
A XVIII. század elején Lubló városát különös história tartotta rettegésben. A szepességi városban évszázadok óta virágzott a borkereskedelem. Az egyik messze földön híres, tokaji borokkal üzletelő kereskedőt, Kaszperek Mihályt 1718-ban lopás gyanújával perbe fogták. A férfi váratlanul elhunyt, ám halála után kísértetként állítólag minden éjszaka hazalátogatott szépséges özvegyéhez. A babonás lublói polgárok ezért kihantolták a halottat, testét lefejezték és nyilvánosan elégették. Az esetet a krónikások kellően kiszínezve írták le, az egyik korabeli tudósítás például így szólt: „A garázda vámpír fényes nappal is szörnyű módon bántalmazta a városbéli utasokat, a szolgálókat, megtámadta a mezei munkásokat, fölgyújtotta a város házait. A pénzét az adósoktól elvitte, hitelezőinek pedig megtérítette a tartozását.” Ahogyan az ilyen legendákkal lenni szokott, a mesélők a maguk szája íze szerint formálva adták tovább a történetet. Vilsinszky Ferenc városi nótárius az események évében lejegyezte a történetet lengyel nyelven a Liber Actorium című kódexbe, melyet a lublói levéltárban őriznek. Az anyaghoz csatolta a hivatalos kihallgatások jegyzőkönyveit is. Bél Mátyás 5 évvel később, 1723-ban kelt Prodromusában írt a legendáról. Jósika Miklós II. Rákóczi Ferenc című regényében (1861) szintén szerepel a Kaszperek-história.
Mikszáth Kálmánné az emlékirataiban azt állította, hogy férjének szepességi képviselők meséltek először a lublói kísértetről. Maga az író viszont a regény 1893-ban kelt függelékében azt írja, hogy ifjabb Matirko Bertalan Egy szepességi népmondáról című „igen csinos értekezése” ismertette meg a történettel. Megtetszett neki a legenda, és otthon elmesélte a gyerekeinek. A lurkók persze megrémültek a lovon háttal előrefelé vágtázó kísértettől, aki saját fejét hordja a hóna alatt, és bármikor megjelenhet. Kaszperek emlegetésével remekül lehetett fegyelmezni a rosszalkodó Mikszáth-gyerekeket. Maga az író írt erről mindjárt a regény elején: „»Jön a Kaszperek!« Ez a rémkiáltás zúdul a hancura közé (vagy az anyjuk, vagy a pesztonka hangja), mire a gyermekeim ijedten rebbennek szét, ki az ágy alá, ki az almáriom mögé. Jaj a Kaszperek, a Kaszperek! A virgonc porontyok egyszerre megszelídülnek; csönd lesz, de milyen csönd, szinte hallik a szívecskéik dobogása. Szemeiket behunyják, de azért mégis látják a jöttét. A falak foszlanak, válnak, mint a köd, s messze előcsillan Kaszperek, száguldó fehér paripán, veres ruhában.” Két évig Kaszperek volt a „mumus” a Mikszáth családban. Ekkor az író úgy döntött, a maga módján lerója a háláját a lublói borkereskedőnek a gyereknevelésben nyújtott segítségéért, és regényben örökíti meg a történetét. Az elkészült művet először a Pesti Hírlap közölte folytatásokban A lublói ember (Kísérteties história) címmel 1892-ben. A nagy sikerre való tekintettel a következő évben a Vasárnapi Ujság is leközölte a folytatásokat. Mikszáth nem csupán megírta a kísértethistóriát, hanem racionális magyarázatot is adott hozzá a Csernyiczky-féle hasonmás-motívummal, amely nem volt az eredeti legenda része. Az író mesteri módon avatja be az olvasót a szepességi polgárság babonákkal teli hétköznapjaiba. Lényegében a hiedelmek és az ész világa ütköznek meg egymással a könyv lapjain. A történet számos szereplője abban hisz, ami valójában nincs (a kísértetben), és azt nem veszi észre, ami viszont van (a pénzhamisítási üzelmek).
Amikor Mikszáth írása Kísértet Lublón címmel könyv formájában is megjelent, a szerző megragadta az alkalmat, hogy a Függelékben reagáljon egy-két korábbi olvasói észrevételre. Volt olyan olvasó, aki azt állította, hogy Kaszperek apja nem állhatott Csernyiczky Jaroszlavon keresztül kereskedelmi kapcsolatban Szentpétervárral, mivel az orosz város a történet idején még nem létezett. Mikszáth arra hivatkozott, hogy Szentpétervár nála egyszerűen a „nagyon messze” szinonimája. Egy hölgyolvasónak az volt a véleménye, hogy II. Ágost király szeretői közül Adrienne Lecouvreur helyett Aurora von Königsmarck grófnőt kellett volna a regényben szerepeltetni, mert az uralkodó őt jobban szerette. Az író ebben az esetben lényegében a szubjektivitásra hivatkozott: a történelmi igazságot ugyanis nem ismerte, viszont neki Adrienne Lecouvreur személye volt a kedvesebb. A Függelékben Mikszáth megírta azt is, hogy mialatt a könyvön dolgozott, addig a gyerekei megbarátkoztak Kaszperek személyével, és a néhai borkereskedő egy idő után már nem volt hatásos fegyelmezési eszköz:
„Mikor az utolsó folytatást vetettem papírra, nagy hercehurca támadt a másik szobában, beszaladok, hát a két gyerek, mindenik visszájáról ülve a falován, hátrafelé csapkod az ostorával, hogy a másikat megüthesse...

– Ejnye, mordizom adta! – kiáltok fel. – Jön a Kaszperek.

Amire elmosolyodik az Albert fiú s zajos örömmel ugrik le a »Palkó« lováról:

– No, csakhogy jön már. Eltettem neki a magaméból egy darab vajaskenyeret.”

### A filmváltozat
Mikszáth regényéből Bán Róbert filmrendező írt forgatókönyvet. A párbeszédek megírásában Molnár Gál Péter kritikus is részt vett, természetesen az eredeti szöveg stílusának, nyelvi fordulatainak tiszteletben tartásával. Bán számos ponton változtatott a cselekményen. Elhagyta például a rövid bevezetőt a Mikszáth-gyerekekről, de nála is gyerekhez kapcsolódva indul a történet: egy olyan kisfiú kikérdezésével, aki állítása szerint magától a királytól kapta a hamis pénzt, amivel lefülelték. A kisfiú egyébként nem hazudott, Őfelsége szokása volt a szegény gyerekek között szétosztani a kártyán nyert pénzérméket. A filmben rögtön ezt követően megjelenik Strang, akit Nowogradszky bíz meg az ügy felderítésével. A könyvben viszont Strang csak azután jelenik meg, hogy Pawlovszkyék felkeresték Pirityi Pannát. Strang gyors színreléptetésével Bán Róbert valószínűleg szerette volna még jobban kihangsúlyozni a babonák és a ráció világának képletes összecsapását. Strang képviseli az észérveket, és gyakran idézi a felvilágosodás korának racionalista filozófusát, Spinozát. A Spinoza-motívum egyértelműen a forgatókönyvírók leleménye, Mikszáth művében nem szerepel. Az író így jellemzi az inspektort: „Strang ördöngös fickó! Strang megszagolja rajta. Argusnak száz szeme volt, Strangnak kétszáz van.” Ennek ellenére a regényben Strang csupán mellékszereplő: ő nyomozza ki ugyan az összefüggéseket Csernyiczky személyével, de tulajdonképpen inkább a véletlennek köszönhető, hogy sikerül őt elcsípnie. A filmbeli Strang viszont felderíti azt is, hogy Kaszpereket megmérgezték. E célból a filmben – a regénnyel ellentétben – a halott elégetése először meghiúsul, így lesz módja az inspektornak elvégeznie a bizonyító erejű kísérletet az egerekkel. Az égetést meghiúsító váratlan vihar egyébként illik a történet stílusához, egyfajta égi, vagyis inkább pokolbéli jelként is értelmezhető.
Mikszáth a könyvben egyáltalán nem ad magyarázatot Kaszperek váratlan halálára. Ebben a kérdésben a babonás felfogást hagyja érvényesülni, mintha valóban Isten büntette volna meg a borkereskedőt a hamis eskü miatt. Nála Kaszperekné sincs jelen a tárgyaláson, ellentétben a filmmel, ahol tanúvallomást tesz, sőt maga a mérgezés is látható, de erre csak utólag jön rá a néző. Mikszáth tehát a halálesetet nem magyarázza, csak a kísértet-ügyet, Bán Róbert filmje viszont mindkettőre elfogadható és a történet logikájának megfelelő magyarázatot ad. A kétféle szemléletmódból következik, hogy Mikszáthnál Kaszperek valóban bűnös Csernyiczky pénzes hordójának ellopásában, Bán filmjében azonban ez egyáltalán nem egyértelmű. A regényben Strang és Csernyiczky csak az elfogás pillanatában kerülnek szembe egymással, a filmben azonban útjaik már akkor keresztezik egymást, amikor találkoznak egy fogadóban, ahol Csernyiczky királyi biztosnak adta ki magát. A film a menekülni próbáló Csernyiczky és Kaszperekné elfogásával ér véget, a regényben azonban Mikszáth megírja Csernyiczky lefejeztetését is, de függőben hagyja Jablonszka Mária sorsát. Csupán sejteti, hogy a szépasszony esetleg valóban a király ágyasa lett. Bán elhagyta ezt a befejezést, mert nála már hamarabb egyértelművé válik, hogy a kísértet valójában Csernyiczky volt. Az apróbb változtatások közé tartozik, hogy a filmből kimaradt a szepesi kormányzó, Kozanovich Felicián figurája: a regényben ő az, aki rálő a halottégetés után a háztetőn megjelenő kísértetre, és ő kéri Kaszperekné lefejeztetését is a királytól. A filmben Csernyiczky háza nem Varsóban van, hanem Tarnówban. Bánnál Csernyiczky gyújtja fel Kaszperek házát, miután Mária asszonynak hűlt helyét találja. Mikszáthnál viszont a lublói elöljárók parancsára munkások százai tüntetik el a föld színéről a Kaszperek-házat, mire a bosszúszomjas kísértet az éj leple alatt két helyen gyújtja fel a várost.
A film a történetet Csernyiczky elfogásával zárja, pedig a regény az azt követő bírósági per rövid ismertetésével ér véget, melyet anélkül vezettek le Varsóban, hogy a lublói kísértet-ügyet érintették volna, noha Lubomirsky váltig amellett volt, hogy a pénzhamisítás és a kísértetjárás összefüggnek. A hallgatásban szerepe volt Jablonszka Máriának, nehogy a nép tudomást szerezzen Ágost vele kapcsolatos terveiről. Csernyiczkyt és hét másik bűntársát Varsó főterén lefejezik, Jablonszka Máriáról pedig többé soha senki nem hall semmit.
A film belső jeleneteinek javát a Mafilm pasaréti műtermeiben vették fel. A Lubló főterén játszódó jeleneteket, Kaszperek holttestének elégetését Kőszegen rögzítették. II. Ágost király rezidenciájának filmbeli helyszíne a fertődi kastély volt. A bozlácsnyai kolostor udvarán játszódó jelenetet a Fertődhöz közeli Röjtökmuzsaj akkoriban gyermeküdülőként funkcionáló kastélyának udvarán vették fel. A Cserninczky lőtt sebéből származó vérnyomok követését, a holttest lovon történő szállítását, valamint Cserninczky gyújtogatásának jeleneteit Sopronban, az Ikva partján lévő Festő köznél vették fel. A külső helyszíneken történő forgatás 1976 márciusában és áprilisában zajlott.

## Érdekességek
- Kaszperek helyett számos forrásban is Kaszparek szerepel.[8]

## Magyar kritikai visszhang
„Jó szolgálatot tölt be ez a film a közönség szórakoztatása érdekében, s már ezzel segít a fokozottabb érdeklődést felkelteni általában a mai magyar filmművészet iránt. […] A rendezés munkája kidolgozott, szabályos tempóvételű, nem fordít hátat a mesei követelményeknek, legjobb pillanatait a kísértet megjelenései, a nyomában kitörő emberi reakciók, valamint Strang működése adják. Igaz, nem ártana néhol kis tempógyorsítás, kiváltképp a díszletben játszódó párbeszédes jeleneteknél, valamivel több ötlet és humor, hogy a »kísérteties« kacagás ne csak kitörjön, hanem mindvégig benne is bujkáljon a filmben. Mindez azonban nem csökkentheti egy mostanában annyira hiányzó új szórakoztató magyar film fogadtatása feletti örömünket.”

(Sas György kritikája. Film Színház Muzsika 1976/46, 1976. november 13., 5. oldal)

## Főszereplők
- Cserhalmi György (Kaszperek Mihály / Csernyiczky Mihály)
- Bordán Irén (Jablonszka Mária, Kaszperek felesége)
- Garas Dezső (Strang Jakab inspektor)
- Kállai Ferenc (II. Ágost király)
- Márkus László (gróf Lubomirszky Tivadar sztaroszta)
- Ráday Imre (Pawlovszky Kristóf) (Rádai Imre néven szerepel a stáblistán)
- Bánfalvy Ágnes (Annuska, Kaszperekné cselédje) (Bánfalvy Ági néven szerepel a stáblistán)
- Nagy Réka (Katharina, Csernyiczky felesége)
- Pásztor Erzsi (Pirityi Panna)
- Kovács János (gróf Nowogradszky Péter rendőrfőnök)
- Kenderesi Tibor (Fajor István pincemester) (Kenderessi Tibor néven szerepel a stáblistán)
- Ronyecz Mária (Hanna fejedelemasszony)

További szereplők: Bajka Pál, Szilágyi Eta, Varga Gyula